# Banco Central del Uruguay
Die Banco Central del Uruguay (BCU) ist die Zentralbank von Uruguay. Sie hat das Emissionsrecht für den Uruguayischen Peso.

## Geschichte
Die Zentralbank von Uruguay wurde am 6. Juli 1967 mit der Verabschiedung des 196. Artikels der Verfassung von Uruguay als autonome staatliche Behörde (spanisch: Ente Autónomo) gegründet. Vor der Gründung der BCU war die Abteilung der Banco de la República Oriental del Uruguay für die Ausgabe von Währungen sowie die Verwaltung und Überwachung des Bankensystems zuständig. Uruguay zählt damit zu den Ländern in Südamerika, welche erst relativ spät eine offizielle Zentralbank einführten.
Am 30. März 1995 wurde ein neues Bankgesetz verabschiedet, mit der die Zuständigkeiten der BCU erweitert und die Verwaltungsstruktur sowie die Funktionen und Zuständigkeiten der Bank festgelegt wurden.

## Aufgaben
Nach dem 7. Artikel der BCU-Charta hat die Bank folgende Aufgaben:
- Ausgabe von Geldscheinen und Münzen sowie deren Rücknahme in der gesamten Republik
- Verwalten Sie Geld-, Kredit- und Währungsumtausch gemäß den gesetzlichen Bestimmungen
- Wirken als Wirtschaftsberater, Bankier und Finanzagent der Regierung
- Verwalten der Devisenreserven des Staates
- Wirken als Bankier aller staatlichen Institutionen
- Vertretung der uruguayischen Regierung bei internationalen Finanzorganisationen
- Regulierung und Überwachung alle finanziellen Institutionen